# 张淑芬 (1963年)
张淑芬（1963年8月—），河北易县人，汉族，无党派人士。中华人民共和国政治人物、第十三届全国人民代表大会河北省代表。

## 生平
2018年，张淑芬被选为河北省出席第十三届全国人民代表大会代表。